# Société nationale des poudres et des explosifs
La SNPE (anciennement Société nationale des poudres et explosifs) est une entreprise française créée en 1971. Elle a été intégrée au groupe Nexter en 2013, sous la forme d’une holding, possédant la société Eurenco, sa branche opérationnelle.
Elle est spécialisée dans la fabrication d'explosifs et de propergols solides pour la propulsion d'engins balistiques, à destination militaire et civile (aérospatial). Elle est également un des tout premiers producteurs de charges actives pour airbags, et est ainsi présente dans la plupart des modèles européens d'automobiles.
Ses activités militaires ont été reprises par ArianeGroup et Nexter.
Le rôle de la holding se limite à la gestion immobilière du groupe.

## Histoire

Logo du groupe SNPE dans les années 2010.

La Société nationale des poudres et explosifs est créée le 8 mars 1971 pour succéder au Service des poudres de la délégation ministérielle pour l'armement et elle est, à ce titre, l'héritière d'un monopole des poudres institué par l'État en 1336 et administré directement par l'institution de la Régie spéciale des poudres et salpêtres en 1775 sous Louis XVI.
En 1946, le service des poudres disposait d’un nombre élevé d’établissements, parmi lesquels quatre établissements d’études et de recherches : 
- le laboratoire central des poudres, à Paris
- le centre d'étude du Bouchet, à Vert-le-Petit en Essonne
- le laboratoire de la commission des substances explosives, à Sevran-Livry en Seine-Saint-Denis
- le laboratoire de balistique, à Sevran-Livry en Seine-Saint-Denis

Ainsi que onze établissements de production à Angoulême, Bergerac, Esquerdes, Pont-de-Buis, Pont-de-Claix, Le Ripault, Saint-Chamas, Saint-Médard, Sevran-Livry, Sorgues, Toulouse, Vonges. 
Avant la création de la SNPE, un travail de rationalisation des établissements de production fut entrepris. Les poudreries du Ripault (louées au CEA) et de Pont-de-Claix sont cédées, puis dans les premières années de la SNPE une restructuration importante a lieu dans laquelle les poudreries d’Esquerdes, Saint-Chamas et le centre de Livry-Gargan furent progressivement fermées.
La société est rebaptisée en une simple « SNPE » en octobre 1998.
Dans les années 2000, le groupe SNPE emploie aux alentours de 5 000 personnes (chiffres en baisse constante : 5 773 en 2002, 4 719 en 2005) et a un chiffre d'affaires aux alentours de 800 millions d'euros.
À la suite de l'explosion de l'usine AZF de Toulouse (21 septembre 2001), la SNPE décide d'arrêter la production de phosgène sur le site de Toulouse et met en place un plan social afin de réduire le nombre d'employés de l'usine de Toulouse. Ce plan social a touché environ 380 personnes entre fin 2001 et 2003. Cela concernait environ les deux tiers du personnel. Le gouvernement Jospin de l'époque avait décidé que la SNPE devait arrêter la fabrication du phosgène qui représentait à peu près les 2 tiers  de l'activité de l'usine (source https://www.ladepeche.fr/article/2002/01/24/398546-snpe-vers-un-redemarrage-sans-phosgene.html). Le plan social suivait les recommandations du gouvernement (source d'un membre du personnel licencié le 31/12/2002 dans ce cadre là)[source insuffisante],,.
En 2004, EURENCO née de la fusion entre SNPE Explosifs & Propulseurs et NEXPLO. 
En 2007, les activités du groupe se répartissaient entre quatre pôles :
- matériaux énergétiques (Eurenco pour les poudres et explosifs, SNPE Matériaux énergétiques - SME pour la propulsion, Roxel pour la propulsion tactique, PB Clermont) ;
- explosifs civils (Nobel Explosif France ou NEF) ;
- chimie fine (Isochem) ;
- spécialités chimiques (Bergerac NitroCellulose, Durlin).

Fin 2007, Nobel Explosif est racheté par un fonds d’investissement de la Banque Lazard.
En 2009, la privatisation de l'entreprise donne lieu à d'importants débats au parlement.
En février 2010, la filiale Isochem est vendue au fonds Aurélius. En juin, Durlin est cédée. En 2011, Bergerac NC cède une partie de ses filiales et arrête son activité de production de nitrocellulose industrielle, fortement déficitaire. La même année, SME (et sa filiale Roxel) est racheté par Safran puis est fusionnée avec Snecma Propulsion Solide afin de créer Herakles, qui sera ensuite absorbée dans ArianeGroup.
En 2013, Giat-Industries, société de tête du groupe Nexter et appartenant à l’État, fait l’acquisition de la totalité des titres du groupe qui ne comprend plus qu’Eurenco,, et les sites de Bergerac, Sorgues, Clermont et Karlskoga.
En 2023, il est annoncé que l'État français rachète l'intégralité des actions de la société SNPE SA détenues par Giat Industries.
En 2024, une nouvelle usine à Bergerac pour les poudres et obus des canons CAESAR, avec près de 500 millions d'investissement et plus de 400 emplois à la clé entre en service.
Le groupe a plus que doublé de taille, passant d'un peu moins de 200 millions d'euros de chiffre d'affaires (pour 900 salariés) en 2019 à près de 500 millions d'euros (plus 1 400 salariés) en 2024 et engrange 2,2 milliards d'euros de commandes en 2024.

## Implantations
| \| St-Médard-en-Jalles Toulouse Vonges Bergerac Sorgues Angoulême Clermont Vert-le-Petit Pithiviers Pont-de-Claix Gennevilliers \| Implantations en 2000. |
| St-Médard-en-Jalles Toulouse Vonges Bergerac Sorgues Angoulême Clermont Vert-le-Petit Pithiviers Pont-de-Claix Gennevilliers                              |

Ses principaux sites sont :
- à Bergerac, Sorgues, Angoulême (fermée en 2004), Clermont en Belgique, Karlskoga en Suède. L'entreprise annonce en 2021 le transfert de son siège social à Sorgues d'ici 2025 ;

et, pour les précédentes activités cédées depuis (cf. supra):
- pour SNPE Matériaux Énergétiques (acquis par Safran en 2010) à Saint-Médard-en-Jalles, Toulouse (ne pas confondre avec la partie AZF qui a été détruite en 2001) ;
- pour Nobel Explosifs (vendu en 2008), à Vonges, Paulilles (fermée en 1984), Ablon (fermée en 1988)[24] ;
- pour Isochem (cédé en 2010) à Vert-le-Petit, Pithiviers, Pont-de-Claix et Gennevilliers.

## Présidents-directeurs généraux
- Contrôleur général des Armées Guy-Jean Bernardy.
- Général Bernard Philipponnat.
- Émile Blanc.
- Jean-Paul Béchat.
- Jean Faure.
- Jacques Loppion : octobre 2001 - juin 2004.
- Jacques Zyss : juin 2004 - décembre 2008.
- Antoine Gendry.
- Thierry Francou : février 2019 - .